# Chaetosphaeria pulchriseta
Chaetosphaeria pulchriseta är en svampart som beskrevs av S. Hughes, W.B. Kendr. & Shoemaker 1968. Chaetosphaeria pulchriseta ingår i släktet Chaetosphaeria och familjen Chaetosphaeriaceae.   Inga underarter finns listade i Catalogue of Life.